# Aegialatis stejnegeri
Aegialatis stejnegeri is een keversoort uit de familie bladsprietkevers (Scarabaeidae). De wetenschappelijke naam van de soort is voor het eerst geldig gepubliceerd in 1938 door Kono.